# The Adventures of Johnny Cash
The Adventures of Johnny Cash es el trigésimo álbum del cantante country Johnny Cash lanzado en 1982 bajo el sello disquero Columbia. De este CD se lanzaron 2 singles publicitarios "Been to Georgia on a Fast Train" y "We Must Believe in Magic" pero tuvieron muy poco éxito, "We Must Believe in Magic" llegó hasta el puesto #84 en los rankings country.

## Canciones
1. I Been to Georgia on a Fast Train – 2:34
(Billy Joe Shaver)
2. John's – 3:33
(Cash)
3. Fair Weather Friends – 2:51
(Cash y Joseph Allen)
4. Paradise – 3:10
5. We Must Believe in Magic – 2:28
(Bob McDill y Allen Reynolds)
6. Only Love – 3:18
7. Good Old American Guest – 3:20
(Merle Haggard)
8. I'll Cross Over Jordan – 2:47
(Peck Chandler)
9. Sing a Song – 2:51
(J. R. Baxter y V. O. Fossett)
10. Ain't Gonna Hobo No More – 3:15
(Don Devaney)

## Posición en listas
Canciones - Billboard (América del Norte)
| Año  | Canción                    | Tabla             | Posición |
| ---- | -------------------------- | ----------------- | -------- |
| 1983 | "We Must Believe in Magic" | Canciones Country | 84       |